# Tiranet caradaurat
El tiranet caradaurat (Zimmerius chrysops) és un ocell de la família dels tirànids (Tyrannidae).

## Hàbitat i distribució
Habita el bosc als turons i muntanyes de Colòmbia i nord de Veneçuela, cap al sud, a través de l'oest i est de l'Equador fins al nod-est del Perú.